# Bình Thạnh (Ho Chi Minhstad)
Bình Thạnh is een district in de Vietnamese stad met provincierechten Ho Chi Minhstad.

## Geschiedenis
In 1859 werd hier het Beleg van Gia Định gestreden. De legers van Nam Kỳ verloren de strijd van de troepen van het Tweede Franse Keizerrijk, dat bestond uit Franse, Spaanse en Filipijnse soldaten. Hierna konden de Fransen het gebied koloniseren.

## Heden
Bình Thạnh ligt aan de Sài Gòn. Het district is 20,8 km² groot en in dit gebied wonen 449.943 mensen. Dit komt neer op een bevolkingsdichtheid van 19.509 inwoners/km². Het district kent twintig Phường.
- Phường 1
- Phường 11
- Phường 12
- Phường 13
- Phường 14
- Phường 15
- Phường 17
- Phường 19
- Phường 2
- Phường 21
- Phường 22
- Phường 24
- Phường 25
- Phường 26
- Phường 27
- Phường 28
- Phường 3
- Phường 5
- Phường 6
- Phường 7